# Ofício das tacacazeiras

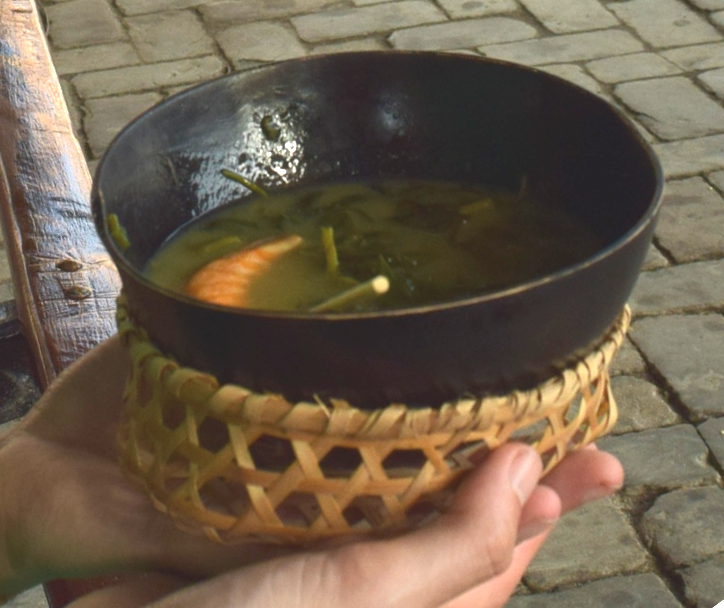

A tacacazeira como prática comercial, é um ofício exercido pelo menos desde o século XIX na região Norte do Brasil. Atualmente, as tacacazeiras são encontradas em bancas de rua nas calçadas da cidade brasileira de Belém. Embora seja considerado um prato típico indígena, o preparo do tacacá sofreu influências pelo intercâmbio cultural (povos originários, africanos e, europeus), resultando em um produto que mesmo não sendo mais inteiramente nativo, ainda retém sua originalidade baseada no saber-tradicional.
Em 2013, o ofício das vendedoras de tacacá/tacacazeiras passou a ser patrimônio cultural imaterial do município de Belém.

## Histórico
No século XVIII, viajantes em trânsito pela região amazônica já destacavam a importância do tacacá para as populações nativas, constituindo-se num dos principais alimentos consumidos por elas. Em seu preparo, todavia, não era ainda utilizado o camarão seco, mas formiga saúva e peixes como o matupiri. Ainda em meados do século XX, o escritor Jacques Flores relata que no interior do Pará, por falta de camarão seco, o tacacá era consumido com peixe ou até mesmo camarão fresco.
Como o tacacá deve ser consumido quente, diferentemente do açaí não pode ser comercializado por vendedores ambulantes, necessitando de um ponto fixo para o seu preparo. Desta forma, desde pelo menos fins do século XIX os estabelecimentos denominados quitandas serviam como ponto de venda de tacacá em Belém e outras grandes cidades paraenses. Alguns, inclusive possuíam bancos para atender a clientela, já que geralmente o tacacá é consumido de imediato.
Depreende-se, contudo, que a maior parte do tacacá era mesmo vendido em bancas ao ar livre, pelas ruas das cidades. Numa tela de Andrelino Cotta, pintada em 1954 e pertencente ao acervo do Museu de Arte de Belém (MAB), vê-se justamente uma tacacazeira no ato de servir a clientela que aguarda ao redor de uma banca na rua. Noutra tela, de 1937, pintada por Antonieta Feio e também no acervo do MAB, vê-se outra tacacazeira vestida asseadamente de branco em sua banca organizada, aguardando a chegada da clientela.
Enquanto as quitandeiras e seus estabelecimentos comerciais desapareceram da cena urbana, ainda hoje em Belém, é possível consumir o tacacá em bancas de rua, ou barracas colocadas em pontos fixos.

## Saber tradicional
O saber tradicional é um produto histórico resultado do modo de vida de uma comunidade tradicional e o relacionamento com a biodiversidade que está inserida (intelecto coletivo ou intelecto cultural). Este saber se reconstrói na transmissão entre as gerações e, que geralmente é feita por via oral, possui uma vísivel e imediata aplicação prática na sociedade.

## Preparo e consumo
O tacacá começa a ser feito de véspera, com a preparação dos principais ingredientes da mistura (tucupi, goma e camarão). A parte mais trabalhosa é cozinhar o tucupi durante horas, até retirar todo o veneno presente na mandioca. Os camarões secos devem ser lavados para tirar o excesso de sal e fervidos. A goma é o último ingrediente e também exige muito trabalho pois a mistura deve ser fervida mexendo sempre, até chegar ao ponto certo.
O horário por excelência para o seu consumo é no fim da tarde, quando chegam a se formar filas em locais que vendem o produto nas ruas de Belém.
O tacacá é servido em cuias segundo uma ordem precisa: pimenta, tucupi, goma, jambú e camarão. O cliente especifica a quantidade de cada ingrediente.

## Reconhecimento
Em 2013, a tacacazeira foi reconhecida como patrimônio cultural imaterial do município de Belém, via Lei 8 979 de 13 de setembro.
Em 2015, para comemorar o dia da tacacazeira a Prefeitura Municipal de Belém e a Associação das Tacacazeiras e Comidas Típicas de Belém (Astacom) realizaram o 1º Festival do Tacacá de Belém na Praça dos Estivadores.